# Мавзолей Амантурлы Кожалака

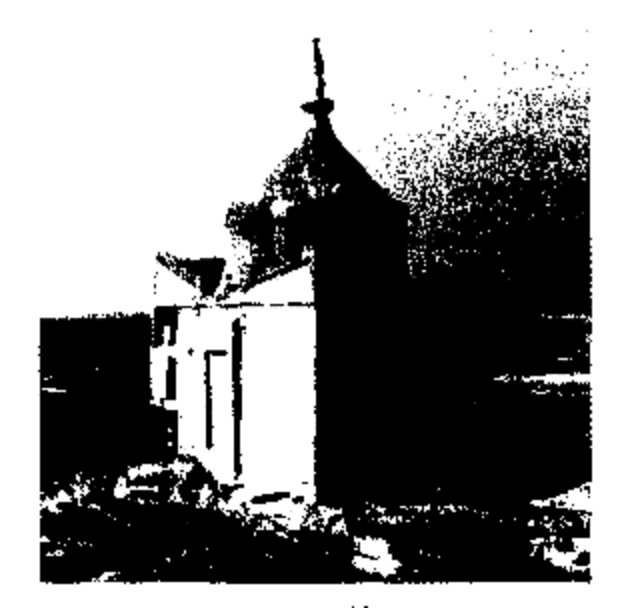
Мавзолей Амантурлы Кожалака.
Общий вид.

Мавзолей Амантурлы́ Кожала́ка (каз. Амантұрлы қожалақ тамы) — памятник истории и культуры Казахстана. Образец культово-погребального зодчества кочевых народов приаралья XIX века. Расположен поблизости от жаркудукских колодцев в Бейнеуском районе Мангыстауской области, — в исторически традиционных местах зимовки казахских родов Шамышты-табын и Адай.
Некрополь обнаружен и описан в 1979 году, в ходе обширной археолого-поисковой экспедиции, организованной Казахской Академией наук для выявления неучтённых памятников архитектуры, после чего был взят под охрану государством. Четырёхугольный в основании, украшенный конусообразным куполом, мавзолей построен в конце XIX-го века — для религиозных священнодействий над могилой батыра из рода Адай, давно к тому времени умершего, Амантурлы Кожалака.
От типичных сооружений подобного назначения, мавзолей отличает глиптический орнамент, нанесённый на стены снаружи и внутри. По мнению учёных, при нанесении орнамента использовались чертёжные приборы. Применение чертёжной техники в местной архитектуре малых форм было новшеством для того времени, что позволяет тематически объединять данное сооружение с другими, более крупными новаторскими строениями того же периода и локализации, — к примеру, с такими как мавзолей Омара и Тура, — и глубже понять культурные процессы в восточном приаралье на рубеже XIX-XX веков.
По преданию, рядом с мавзолеем батыра Кожалака, согласно древнему обычаю, «как человека» похоронили и его боевого коня. Обычай этот тюркский. По мнению комментаторов, это свидетельствует о туркменском происхождении рода Адай.